# Quincy (Contea di Branch, Michigan)
Quincy è un villaggio degli Stati Uniti d'America, situato nello Stato del Michigan, nella contea di Branch.